# Vale of Glamorgan
Vale of Glamorgan (englisch Tal von Glamorgan; walisisch: Bro Morgannwg) ist eine Principal Area mit dem Status eines County Borough im Süden von Wales. Der Verwaltungsbezirk hat mehr als 124.000 Einwohner. 

Wappen von County of Glamorgan

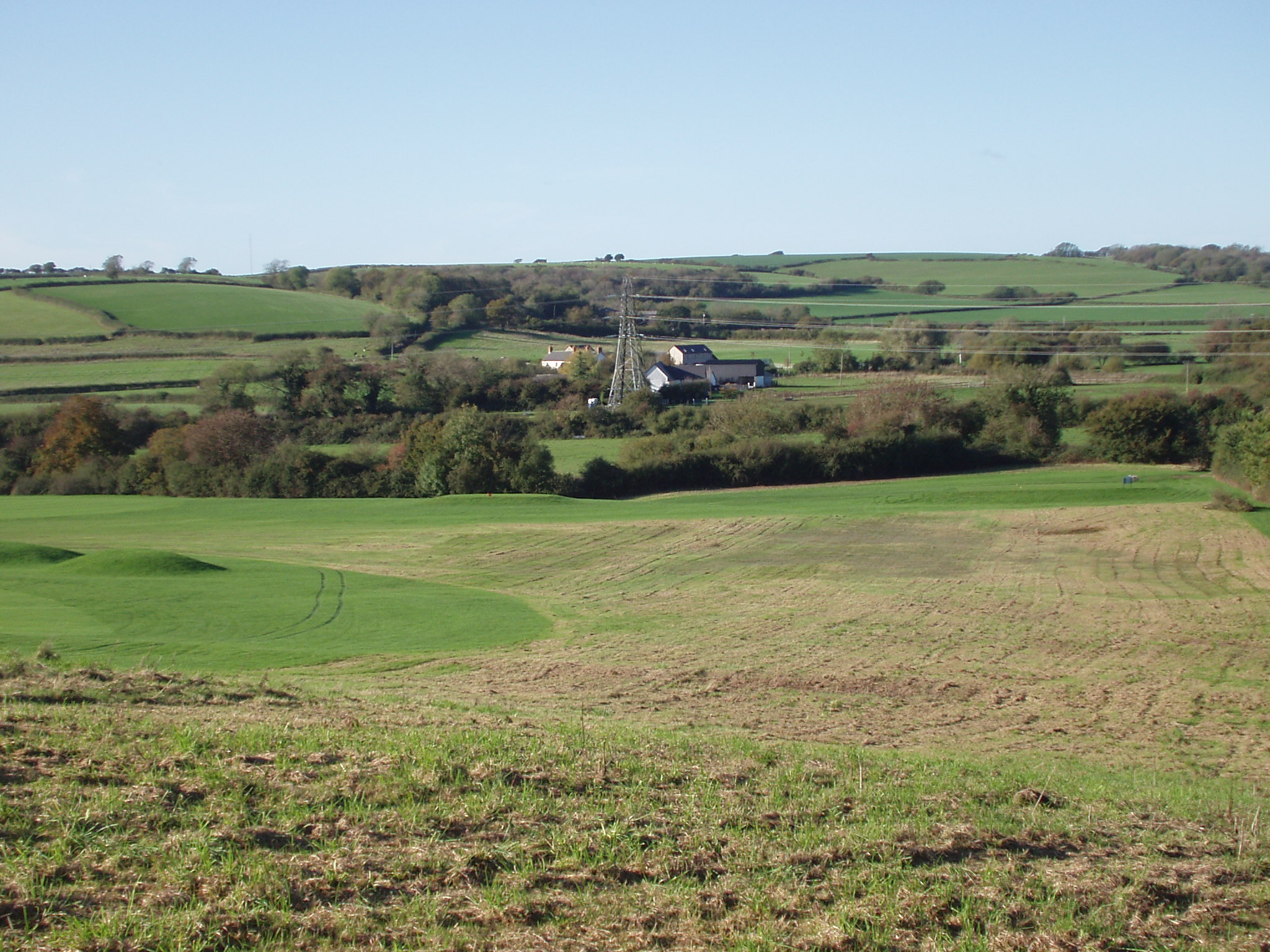
Brynhill Golf Course in Vale of Glamorgan

## Lage
Das Vale of Glamorgan grenzt im Nordosten an die City and County of Cardiff, im Norden an Rhondda Cynon Taf, im Nordwesten an Bridgend County Borough und im Süden an den Bristolkanal.

## Geografie
Das zerklüftete Land an der Südküste von Wales ähnelt von der Landschaft her mehr typischen englischen Countys als den herben Gebieten von Mittel- und Nord-Wales.

## Orte
- Barry
- Cowbridge
- Dinas Powys
- Dyffryn
- Lavernock
- Llanblethian
- Llantwit Major
- Penarth
- Southerndown
- St. Mary Hill
- Welsh St. Donats

## Geschichte
Im Zuge ihrer Eroberung von Wales konnten die Normannen am Ende des 11. Jahrhunderts das Vale of Glamorgan einnehmen. Der größte ihrer Herrschaftsbezirke in den südlichen Welsh Marches war die Lordship of Glamorgan. Gemäß den Gesetzen zur Eingliederung von Wales gehörte das Gebiet des Vale of Glamorgan – von seinen Bewohnern durchweg „The Vale“ (das Tal) genannt – seit 1535 zur Grafschaft Glamorganshire. Seine fruchtbaren Böden wurden vor allem für den Ackerbau genutzt. Mit den Ernten des Vale wurden Cardiff und einige der South Wales Valleys versorgt. Seit der Mitte des 20. Jahrhunderts wuchs die Bevölkerung, als sich besserverdienende Familien, die in Cardiff arbeiteten, Häuser im Vale of Glamorgan bauten.
Bei der Verwaltungsreform von 1974 wurde in der neugebildeten Verwaltungsgrafschaft South Glamorgan der District Vale of Glamorgan gebildet und der Name der historischen Landschaft auf die Verwaltungseinheit übertragen. Am 1. April 1996 wurde South Glamorgan als Verwaltungseinheit aufgelöst und Vale of Glamorgan zu einer Principal Area umgewandelt. Hauptort und Zentrum der Verwaltung ist Barry.

## Politik
Das Vale of Glamorgan Council ist der gewählte Rat der Gebietskörperschaft Vale of Glamorgan. Das Council wurde bis 2008 von der Conservative Party mit einer absoluten Mehrheit dominiert. Danach hatten die Konservativen nur noch die relative Mehrheit. Bei der Kommunalwahl am 5. Mai 2022 gewannen die Labour Party 25 der 54 Sitze im Vale of Glamorgan Council, die Konservativen 13, Plaid Cymru 8 und die Wählervereinigung „Llantwit First Independents“ 4. Die übrigen 4 Sitze gingen an unabhängige Kandidaten.

## Verkehr
Die verkehrstechnische Feinerschließung mittels öffentlichen Verkehrs erfolgt durch regionale und lokale Buslinien. Für den Fernverkehr Richtung Cardiff verkehren Busse des Unternehmens Cardiff Bus. Das Bus- und Bahnunternehmen First Cymru bedient die größeren Orte mittels seiner Überlandlinien in alle Richtungen (nach West-Wales und bis hinauf zur Nordküste). 
Nebst Regionallinien der Vale of Glamorgan-Linie gibt es Bahnverbindungen von London oder Reading aus bis nach Swansea und West-Wales. Diese durchqueren zwischen Cardiff und Swansea das County Borough Vale of Glamorgan und halten in den größeren Ortschaften.
Wichtigste Straßenverbindungen sind die Autobahn M4 und die A48.
Auf dem Gebiet von Vale of Glamorgan liegt der einzige internationale Flughafen von Wales, der Cardiff International Airport. Wenige Kilometer westlich liegt ein weiterer Flugplatz, die hauptsächlich militärisch genutzte Basis MOD St Athan.

## Sehenswürdigkeiten
- Barry Castle
- Castell Tal y Fan
- Dimlands Castle
- Dunraven Castle
- Nash Point Lighthouse
- Penarth Pier
- St Donat’s Castle
- St Illtyd’s Church
- Sully Island